# Allie Quigley
Alexandria «Allie» Quigley (Joliet, 20 de junio de 1986) es una baloncestista estadounidense de la Women's National Basketball Association (WNBA) que ocupa la posición de base y escolta.
Fue reclutada por los Seattle Storm en la 22° posición de la segunda ronda del Draft de la WNBA de 2008, para pasar a los Phoenix Mercury (2008–2009), Mersin BŞB (2008–2009), Indiana Fever (2010), San Antonio Silver Stars (2010), Seattle Storm (2011), Chicago Sky (2013–presente), Fenerbahçe Istanbul (2015–2017) y Galatasaray Istanbul (2017-presente). Con el Fenerbahçe se alzó como campeona del Basketbol Kadınlar Türkiye Kupası en 2016.
En 2014 y 2015 fue galardonada como la Mejor Sexta Mujer de la WNBA.
En julio de 2018 batió el récord de triples del All Star de la WNBA con 29 puntos de 34 posibles, superando también la marca anterior de la NBA, que con 28 puntos poseía el escolta de los Phoenix Suns, Devin Booker.

## Estadísticas

### Totales
| Año                                                                                              | Equipo | J   | JI | MJ   | TC  | ITC | TC%  | 3P  | 3PA | 3P%  | 2P  | 2PA | 2P%  | TL  | ITL | TL%   | RBO | RBD | RBT | AST | STL | BLK | TOV | PF  | PTS |
| ------------------------------------------------------------------------------------------------ | ------ | --- | -- | ---- | --- | --- | ---- | --- | --- | ---- | --- | --- | ---- | --- | --- | ----- | --- | --- | --- | --- | --- | --- | --- | --- | --- |
| 2008                                                                                             | PHO    | 14  | 0  | 100  | 13  | 39  | .333 | 2   | 11  | .182 | 11  | 28  | .393 | 1   | 2   | .500  | 6   | 5   | 11  | 4   | 6   | 1   | 6   | 9   | 29  |
| 2009                                                                                             | PHO    | 6   | 0  | 32   | 3   | 8   | .375 | 2   | 4   | .500 | 1   | 4   | .250 | 2   | 2   | 1.000 | 1   | 4   | 5   | 1   | 0   | 0   | 5   | 6   | 10  |
| 2010                                                                                             | TOT    | 7   | 0  | 43   | 6   | 12  | .500 | 2   | 4   | .500 | 4   | 8   | .500 | 6   | 8   | .750  | 0   | 2   | 2   | 1   | 2   | 1   | 3   | 4   | 20  |
| 2010                                                                                             | IND    | 3   | 0  | 18   | 2   | 4   | .500 | 0   | 0   |      | 2   | 4   | .500 | 2   | 2   | 1.000 | 0   | 1   | 1   | 1   | 2   | 1   | 3   | 2   | 6   |
| 2010                                                                                             | SAS    | 4   | 0  | 25   | 4   | 8   | .500 | 2   | 4   | .500 | 2   | 4   | .500 | 4   | 6   | .667  | 0   | 1   | 1   | 0   | 0   | 0   | 0   | 2   | 14  |
| 2011                                                                                             | SEA    | 7   | 0  | 14   | 1   | 5   | .200 | 0   | 1   | .000 | 1   | 4   | .250 | 2   | 2   | 1.000 | 1   | 3   | 4   | 1   | 1   | 1   | 1   | 1   | 4   |
| 2013                                                                                             | CHI    | 34  | 0  | 318  | 48  | 152 | .316 | 17  | 54  | .315 | 31  | 98  | .316 | 16  | 18  | .889  | 7   | 17  | 24  | 22  | 12  | 4   | 20  | 23  | 129 |
| 2014                                                                                             | CHI    | 34  | 1  | 844  | 144 | 324 | .444 | 41  | 106 | .387 | 103 | 218 | .472 | 51  | 58  | .879  | 14  | 60  | 74  | 65  | 23  | 7   | 62  | 57  | 380 |
| 2015                                                                                             | CHI    | 32  | 7  | 720  | 140 | 325 | .431 | 36  | 106 | .340 | 104 | 219 | .475 | 38  | 46  | .826  | 10  | 46  | 56  | 53  | 13  | 16  | 45  | 41  | 354 |
| Carrera                                                                                          |        | 134 | 8  | 2071 | 355 | 865 | .410 | 100 | 286 | .350 | 255 | 579 | .440 | 116 | 136 | .853  | 39  | 137 | 176 | 147 | 57  | 30  | 142 | 141 | 926 |
| Notas: J=Juegos; JI=Juegos iniciales; MJ=Minutos jugados; ITC=Intentos de TC; ITL=Intentos de TL |        |     |    |      |     |     |      |     |     |      |     |     |      |     |     |       |     |     |     |     |     |     |     |     |     |

### Por juego
| Año                                                                                              | Equipo | J   | JI | MJ   | TC  | ITC  | TC%  | 3P  | 3PA | 3P%  | 2P  | 2PA | 2P%  | TL  | ITL | TL%   | RBO | RBD | RBT | AST | STL | BLK | TOV | PF  | PTS  |
| ------------------------------------------------------------------------------------------------ | ------ | --- | -- | ---- | --- | ---- | ---- | --- | --- | ---- | --- | --- | ---- | --- | --- | ----- | --- | --- | --- | --- | --- | --- | --- | --- | ---- |
| 2008                                                                                             | PHO    | 14  | 0  | 7.1  | 0.9 | 2.8  | .333 | 0.1 | 0.8 | .182 | 0.8 | 2.0 | .393 | 0.1 | 0.1 | .500  | 0.4 | 0.4 | 0.8 | 0.3 | 0.4 | 0.1 | 0.4 | 0.6 | 2.1  |
| 2009                                                                                             | PHO    | 6   | 0  | 5.3  | 0.5 | 1.3  | .375 | 0.3 | 0.7 | .500 | 0.2 | 0.7 | .250 | 0.3 | 0.3 | 1.000 | 0.2 | 0.7 | 0.8 | 0.2 | 0.0 | 0.0 | 0.8 | 1.0 | 1.7  |
| 2010                                                                                             | TOT    | 7   | 0  | 6.1  | 0.9 | 1.7  | .500 | 0.3 | 0.6 | .500 | 0.6 | 1.1 | .500 | 0.9 | 1.1 | .750  | 0.0 | 0.3 | 0.3 | 0.1 | 0.3 | 0.1 | 0.4 | 0.6 | 2.9  |
| 2010                                                                                             | IND    | 3   | 0  | 6.0  | 0.7 | 1.3  | .500 | 0.0 | 0.0 |      | 0.7 | 1.3 | .500 | 0.7 | 0.7 | 1.000 | 0.0 | 0.3 | 0.3 | 0.3 | 0.7 | 0.3 | 1.0 | 0.7 | 2.0  |
| 2010                                                                                             | SAS    | 4   | 0  | 6.3  | 1.0 | 2.0  | .500 | 0.5 | 1.0 | .500 | 0.5 | 1.0 | .500 | 1.0 | 1.5 | .667  | 0.0 | 0.3 | 0.3 | 0.0 | 0.0 | 0.0 | 0.0 | 0.5 | 3.5  |
| 2011                                                                                             | SEA    | 7   | 0  | 2.0  | 0.1 | 0.7  | .200 | 0.0 | 0.1 | .000 | 0.1 | 0.6 | .250 | 0.3 | 0.3 | 1.000 | 0.1 | 0.4 | 0.6 | 0.1 | 0.1 | 0.1 | 0.1 | 0.1 | 0.6  |
| 2013                                                                                             | CHI    | 34  | 0  | 9.4  | 1.4 | 4.5  | .316 | 0.5 | 1.6 | .315 | 0.9 | 2.9 | .316 | 0.5 | 0.5 | .889  | 0.2 | 0.5 | 0.7 | 0.6 | 0.4 | 0.1 | 0.6 | 0.7 | 3.8  |
| 2014                                                                                             | CHI    | 34  | 1  | 24.8 | 4.2 | 9.5  | .444 | 1.2 | 3.1 | .387 | 3.0 | 6.4 | .472 | 1.5 | 1.7 | .879  | 0.4 | 1.8 | 2.2 | 1.9 | 0.7 | 0.2 | 1.8 | 1.7 | 11.2 |
| 2015                                                                                             | CHI    | 32  | 7  | 22.5 | 4.4 | 10.2 | .431 | 1.1 | 3.3 | .340 | 3.3 | 6.8 | .475 | 1.2 | 1.4 | .826  | 0.3 | 1.4 | 1.8 | 1.7 | 0.4 | 0.5 | 1.4 | 1.3 | 11.1 |
| Carrera                                                                                          |        | 134 | 8  | 15.5 | 2.6 | 6.5  | .410 | 0.7 | 2.1 | .350 | 1.9 | 4.3 | .440 | 0.9 | 1.0 | .853  | 0.3 | 1.0 | 1.3 | 1.1 | 0.4 | 0.2 | 1.1 | 1.1 | 6.9  |
| Notas: J=Juegos; JI=Juegos iniciales; MJ=Minutos jugados; ITC=Intentos de TC; ITL=Intentos de TL |        |     |    |      |     |      |      |     |     |      |     |     |      |     |     |       |     |     |     |     |     |     |     |     |      |

## Vida personal
En diciembre de 2018, Quigley se casó con su compañera Courtney Vandersloot.